# Јадвига Поплавскаја
Јадвига Константиновна Поплавскаја (рус. Ядвига Константиновна Поплавская; Далидовичи; 1. мај 1949) белоруска је певачица. Члан популарне у Совјетском Савезу музичке групе "Вераси".